# Biencourt (Somme)
Pour les articles homonymes, voir Biencourt.
Biencourt est une commune française située dans le département de la Somme en région Hauts-de-France.

## Géographie

### Localisation
Biencourt est un village picard du Vimeu.
À vol d'oiseau, la localité est située à 6 km au nord-ouest d'Oisemont, 7 km au nord-est de Blangy-sur-Bresle, 17 km au sud-ouest d'Abbeville, 44 km à l'ouest d'Amiens.
Le territoire de la commune est limitrophe de ceux de quatre communes.
Les communes limitrophes sont  Framicourt, Le Translay, Martainneville et Ramburelles.

### Hydrographie
La commune est située dans le bassin Seine-Normandie. Elle n'est drainée par aucun cours d'eau,.

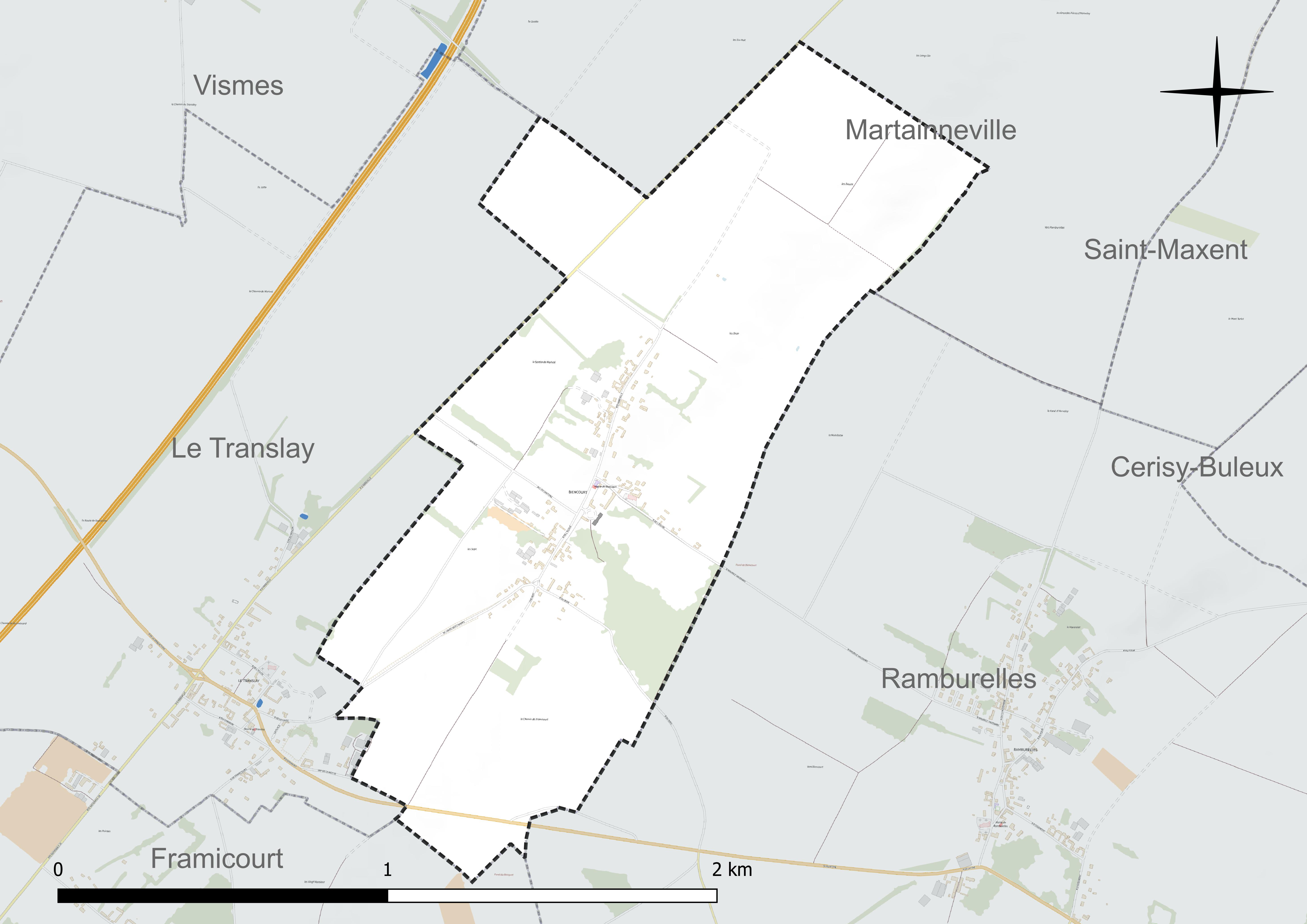
Réseau hydrographique de Biencourt.

### Climat
Pour des articles plus généraux, voir Climat des Hauts-de-France et Climat de la Somme.
En 2010, le climat de la commune est de type climat océanique franc, selon une étude du CNRS s'appuyant sur une série de données couvrant la période 1971-2000. En 2020, Météo-France publie une typologie des climats de la France métropolitaine dans laquelle la commune est exposée à un climat océanique et est dans la région climatique Côtes de la Manche orientale, caractérisée par un faible ensoleillement (1 550 h/an) ; forte humidité de l'air (plus de 20 h/jour avec humidité relative > 80 % en hiver), vents forts fréquents.
Pour la période 1971-2000, la température annuelle moyenne est de 10,4 °C, avec une amplitude thermique annuelle de 13,3 °C. Le cumul annuel moyen de précipitations est de 860 mm, avec 12,8 jours de précipitations en janvier et 8,5 jours en juillet. Pour la période 1991-2020, la température moyenne annuelle observée sur la station météorologique la plus proche, située sur la commune d'Oisemont à 6 km à vol d'oiseau, est de 11,1 °C et le cumul annuel moyen de précipitations est de 801,4 mm,. Pour l'avenir, les paramètres climatiques de la commune estimés pour 2050 selon différents scénarios d'émission de gaz à effet de serre sont consultables sur un site dédié publié par Météo-France en novembre 2022.

## Urbanisme

### Typologie
Au 1er janvier 2024, Biencourt est catégorisée commune rurale à habitat dispersé, selon la nouvelle grille communale de densité à sept niveaux définie par l'Insee en 2022.
Elle est située hors unité urbaine et hors attraction des villes,.

### Occupation des sols
L'occupation des sols de la commune, telle qu'elle ressort de la base de données européenne d'occupation biophysique des sols Corine Land Cover (CLC), est marquée par l'importance des territoires agricoles (99,9 % en 2018), une proportion identique à celle de 1990 (99,9 %). La répartition détaillée en 2018 est la suivante : 
terres arables (60,2 %), zones agricoles hétérogènes (39,7 %), zones urbanisées (0,1 %). L'évolution de l'occupation des sols de la commune et de ses infrastructures peut être observée sur les différentes représentations cartographiques du territoire : la carte de Cassini (XVIIIe siècle), la carte d'état-major (1820-1866) et les cartes ou photos aériennes de l'IGN pour la période actuelle (1950 à aujourd'hui).

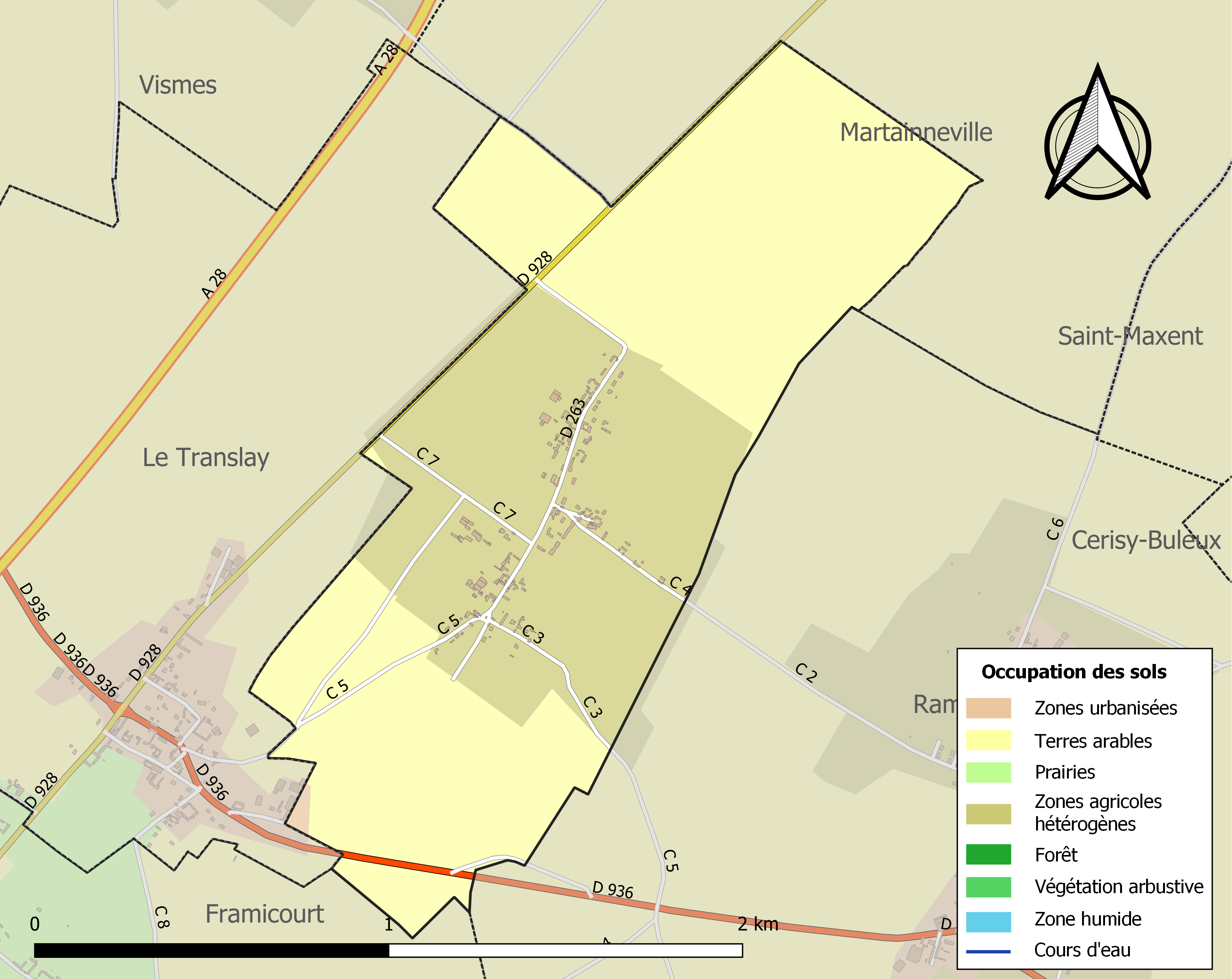
Carte des infrastructures et de l'occupation des sols de la commune en 2018 (CLC).

### Voies de communication et transport
Le village est situé à proximité de l'axe Abbeville - Rouen, la route départementale 928.

## Toponymie
Le nom de la localité est attesté sous les formes Bonidicurtis (1090.) ; Biencourt (1118.) ; Buincort (1147.) ; Buincurt (1152.) ; Buencort (1160.) ; Buiencurt (1164.) ; Baiencourt (1165.) ; Briencourt (1177.) ; Biencort (1192.) ; Buiercourt (1160-1229.) ; Byencourt (1472.) ; Biencourt-en-Vimeu (1782.).
Dans les environs, nous trouvons :
Saucourt, Vaudricourt, Woincourt, Béthencourt, Méréaucourt, Ochancourt... Dans le département de la Seine-Maritime : Dancourt, Pierrecourt...
Tous ces noms de villages se terminent par court.
Ce sont le plus souvent des hameaux ou de petits villages ; court  vient du bas latin curtis, (latin cohorse) qui signifie domaine. La racine « Bien- » découlerait d'un nom propre gaulois ou germain latinisé. 
Exemple : Pierrecourt  signifie domaine de Pierre.
Cette façon de nommer les lieux serait un apport germanique du VIe siècle,,.

## Histoire
En 1190, Humphroy de Biencourt participe à la troisième croisade. Son nom figure dans la deuxième salle des croisades du château de Versailles.
La commune faisait partie des quatre fiefs de Beauregard, autrefois nommés de Biencourt ou d'Offinicourt, de Cornehotte, de Rignauville dit la Boissière aux XVIe et XVIIe siècles.

## Politique et administration
| Période                                  | Période                   | Identité         | Étiquette | Qualité                     |
| ---------------------------------------- | ------------------------- | ---------------- | --------- | --------------------------- |
| Les données manquantes sont à compléter. |                           |                  |           |                             |
| mars 2001                                | mars 2008                 | Christine Loubat |           |                             |
| mars 2008                                | mai 2020                  | Régis Caullier   |           | Agriculteur                 |
| mai 2020                                 | En cours (au 5 juin 2020) | Gilles Loubat    |           | Retraité de l'enseignement, |

## Population et société

### Démographie
L'évolution du nombre d'habitants est connue à travers les recensements de la population effectués dans la commune depuis 1793. Pour les communes de moins de 10 000 habitants, une enquête de recensement portant sur toute la population est réalisée tous les cinq ans, les populations de référence des années intermédiaires étant quant à elles estimées par interpolation ou extrapolation. Pour la commune, le premier recensement exhaustif entrant dans le cadre du nouveau dispositif a été réalisé en 2004.

En 2022, la commune comptait 142 habitants, en évolution de +6,77 % par rapport à 2016 (Somme : −1,26 %, France hors Mayotte : +2,11 %).
| 1793 | 1800 | 1806 | 1821 | 1831 | 1836 | 1841 | 1846 | 1851 |
| ---- | ---- | ---- | ---- | ---- | ---- | ---- | ---- | ---- |
| 208  | 239  | 227  | 219  | 238  | 246  | 230  | 203  | 204  |

| 1856 | 1861 | 1866 | 1872 | 1876 | 1881 | 1886 | 1891 | 1896 |
| ---- | ---- | ---- | ---- | ---- | ---- | ---- | ---- | ---- |
| 207  | 209  | 230  | 227  | 224  | 204  | 208  | 190  | 175  |

| 1901 | 1906 | 1911 | 1921 | 1926 | 1931 | 1936 | 1946 | 1954 |
| ---- | ---- | ---- | ---- | ---- | ---- | ---- | ---- | ---- |
| 162  | 161  | 157  | 130  | 138  | 129  | 129  | 144  | 134  |

| 1962 | 1968 | 1975 | 1982 | 1990 | 1999 | 2004 | 2006 | 2009 |
| ---- | ---- | ---- | ---- | ---- | ---- | ---- | ---- | ---- |
| 113  | 137  | 115  | 114  | 120  | 116  | 116  | 120  | 127  |

| 2014 | 2019 | 2022 | - | - | - | - | - | - |
| ---- | ---- | ---- | - | - | - | - | - | - |
| 129  | 135  | 142  | - | - | - | - | - | - |

### Enseignement
L'enseignement élémentaire est assuré dans le cadre d'un regroupement pédagogique avec les communes voisines de Ramburelles et Le Translay. L'école communale Gilberte-Dingremont porte le nom d'une directrice-secrétaire de mairie qui y a enseigné de 1930 à 1962.
Pour l'année scolaire 2019-2020, l'unique classe de l'école locale accueille la maternelle et le cours préparatoire.

## Culture locale et patrimoine

### Lieux et monuments
- L'église Saint-Martin.
- Le château de Biencourt.

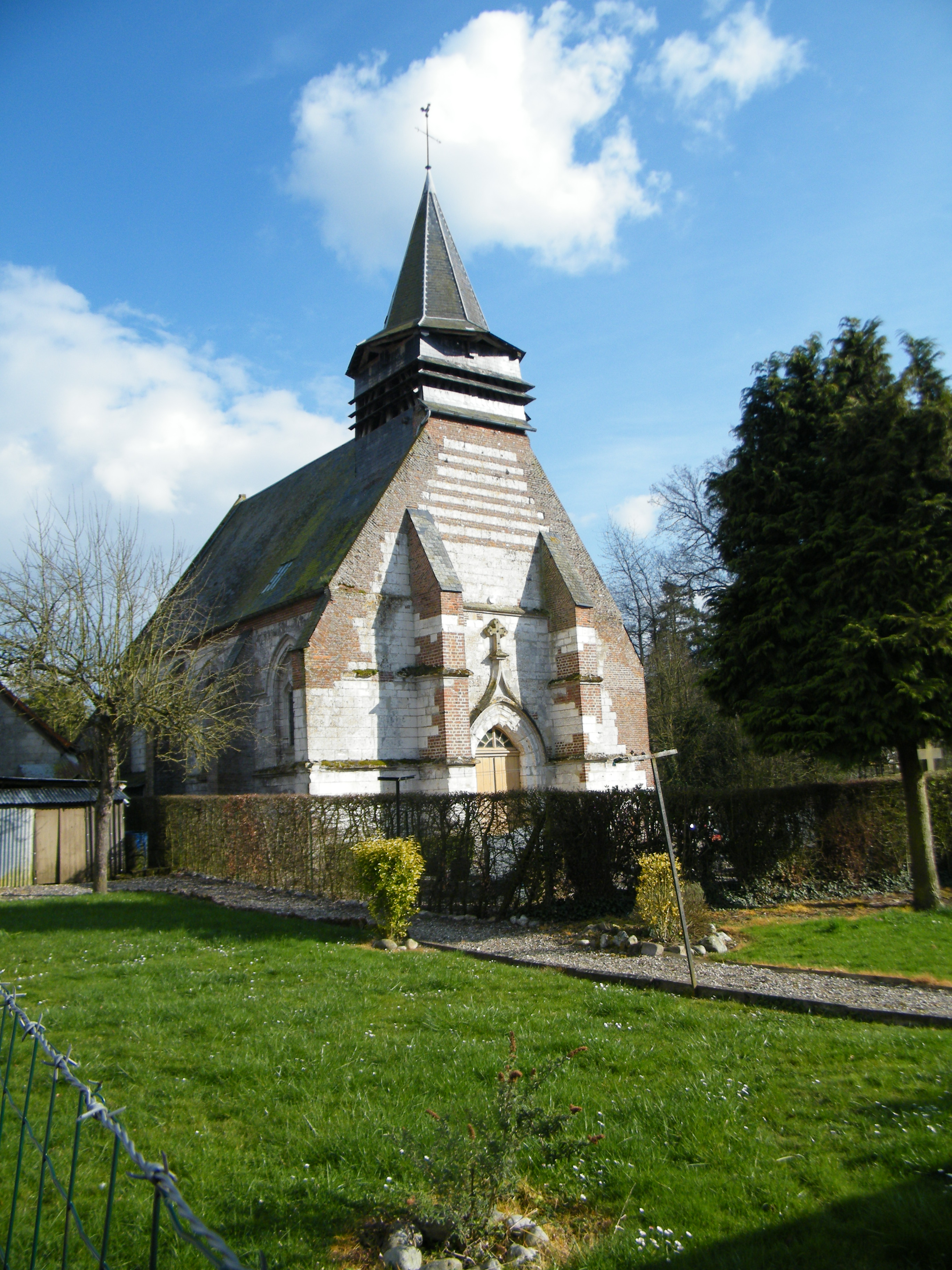
L'église de Biencourt.
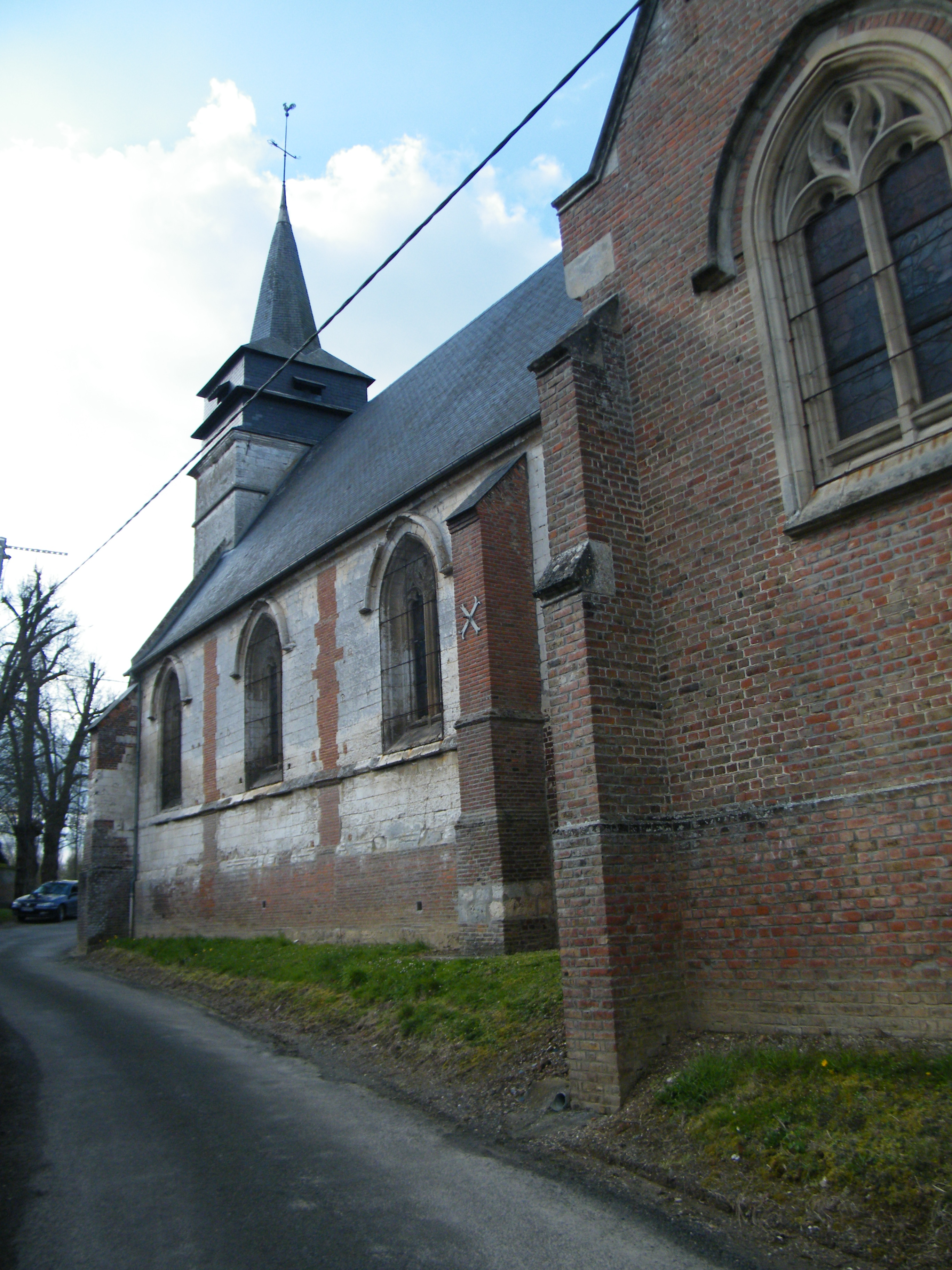
Autre vue de l'église.
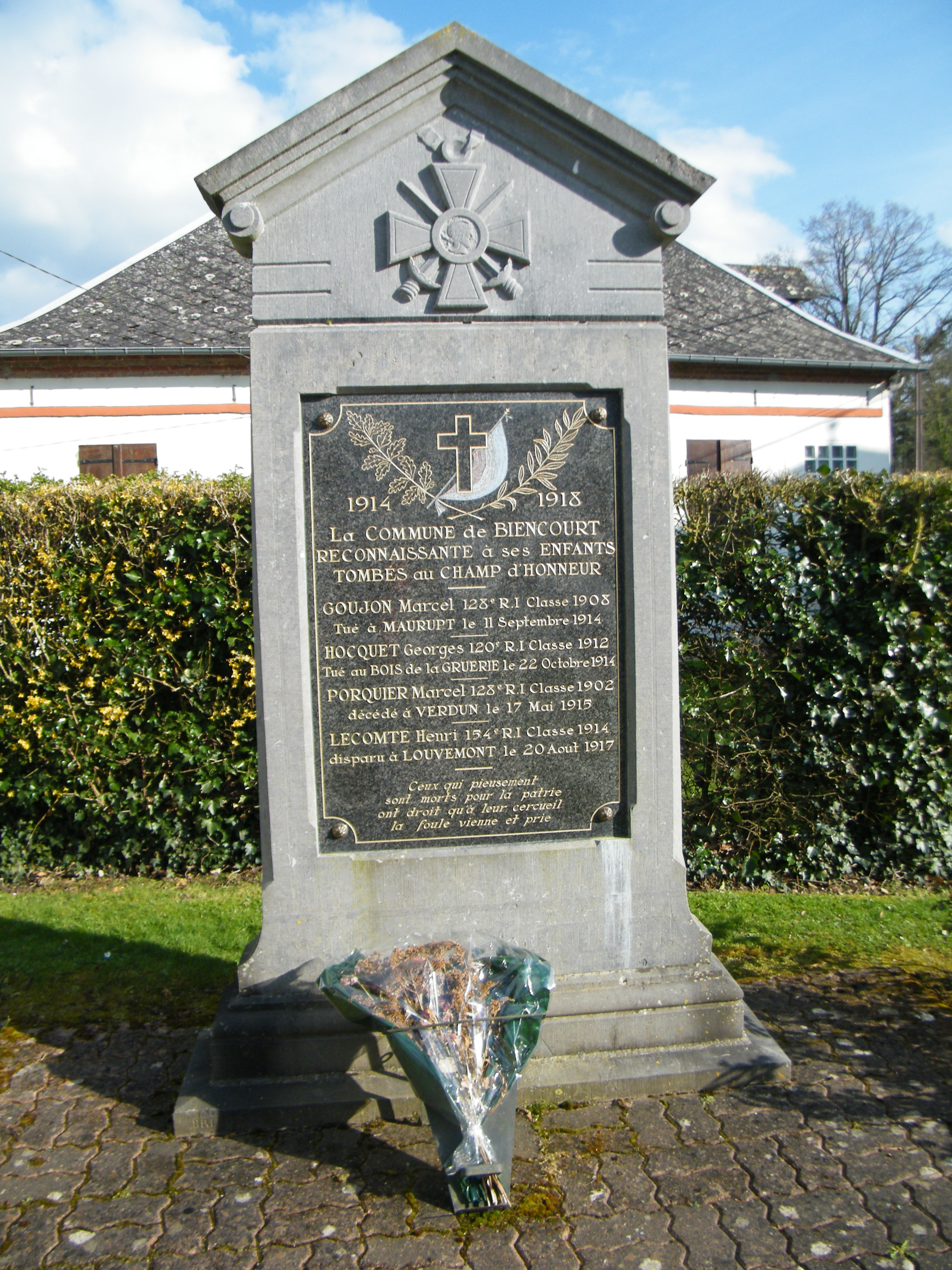
Stèle commémorative.
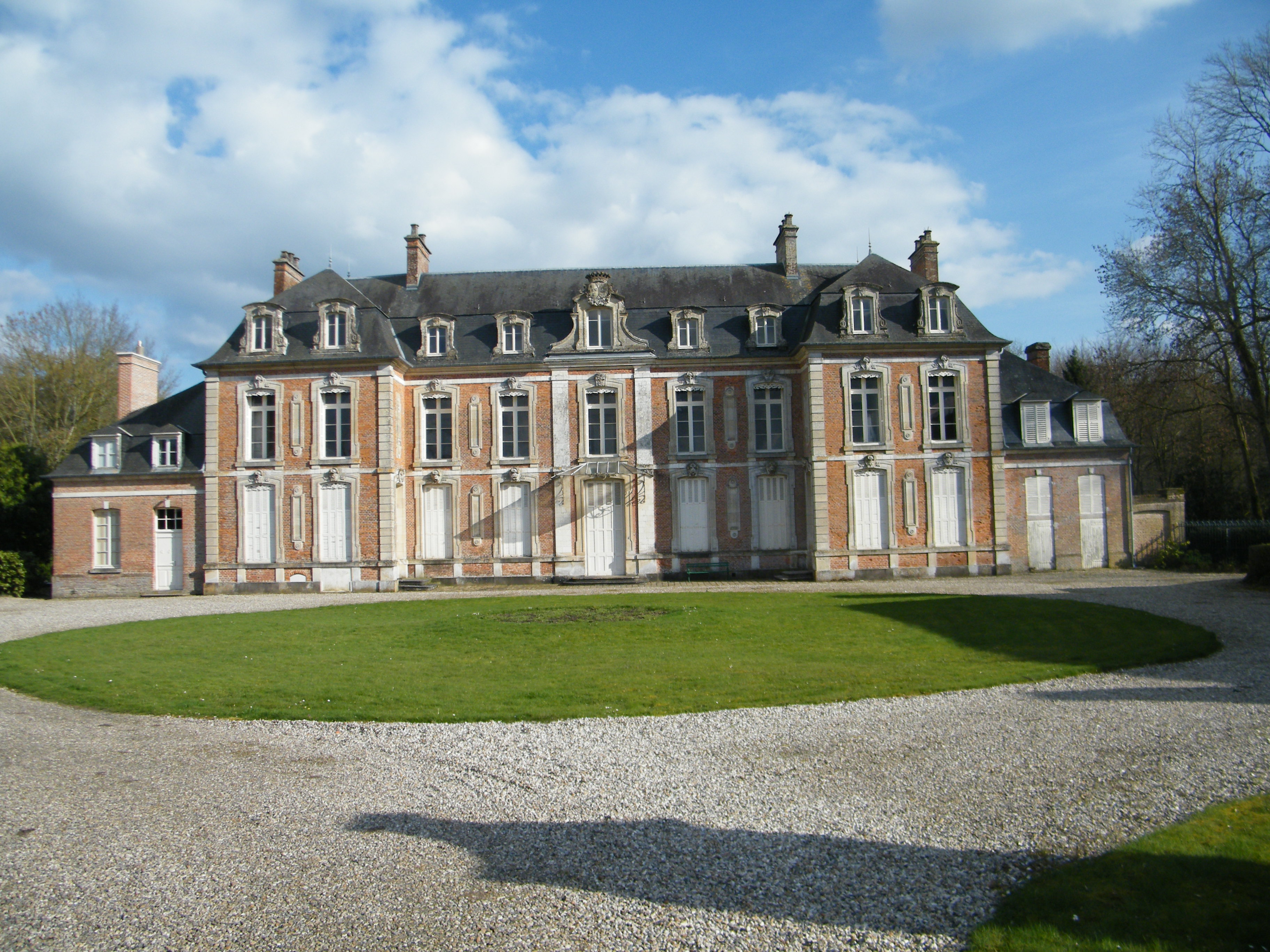
Le château.
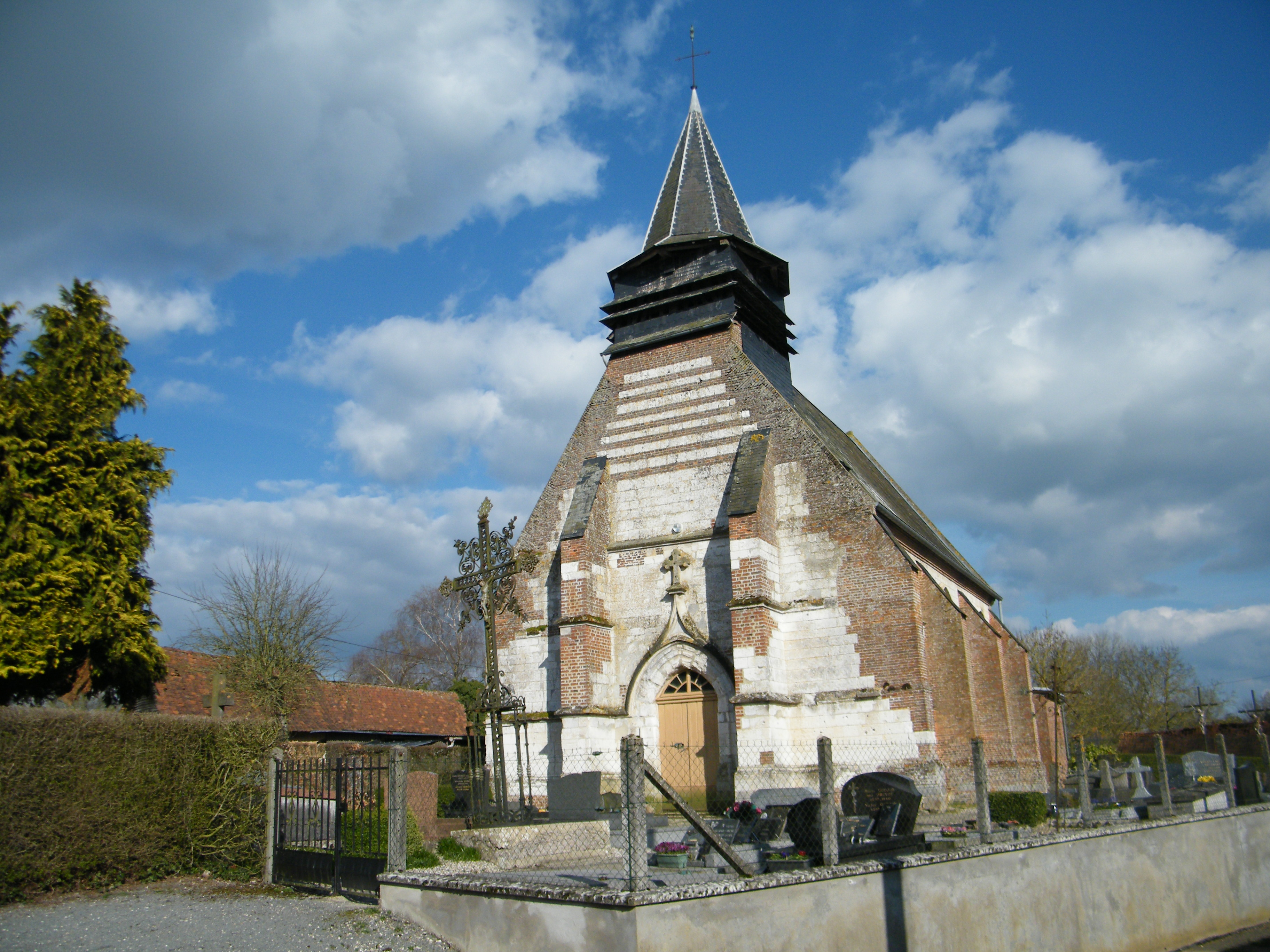
Le clocher.

### Héraldique
| Blason de Biencourt | Blason  | De sable au lion d'argent, lampassé de gueules, couronné d'or.                                                            |
| Blason de Biencourt | Détails | Est attribué à la commune le blason de la famille De Biencourt, seigneurs du lieu. Le statut officiel reste à déterminer. |

### Personnalités liées à la commune
- Jean de Biencourt (1557-1615 ), baron de Poutrincourt et de Saint-Just est un gentilhomme, ligueur, créateur de la concession de Port-Royal en Nouvelle-France (Québec).
- Charles de Biencourt (1591 ou 1592 en Champagne, France - 1623 ou 1624 en Acadie), son fils[31], gouverneur de l'Acadie de 1615 jusqu'à sa mort en 1623.
- Gilberte Dingremont (1906 à Érondelle - 1998), institutrice dans la commune de 1930 à 1962. L'école de Biencourt porte son nom depuis 2016[32].

## Pour approfondir